# راس حات (المهرة)

تعديل مصدري - تعديل

راس حات هي إحدى قرى مديرية حات التابعة لمحافظة المهرة، بلغ تعداد سكانها 139 نسمة حسب تعداد اليمن لعام 2004.